# Credé/Wegmann 6EGTW
6EGTW – typ tramwaju jednokierunkowego produkowanego przez zakłady Credé w latach 1966–1967 oraz Wegmann w 1971 roku w Kassel przy użyciu gotowych komponentów firmy Düwag z Düsseldorfu.

## Konstrukcja

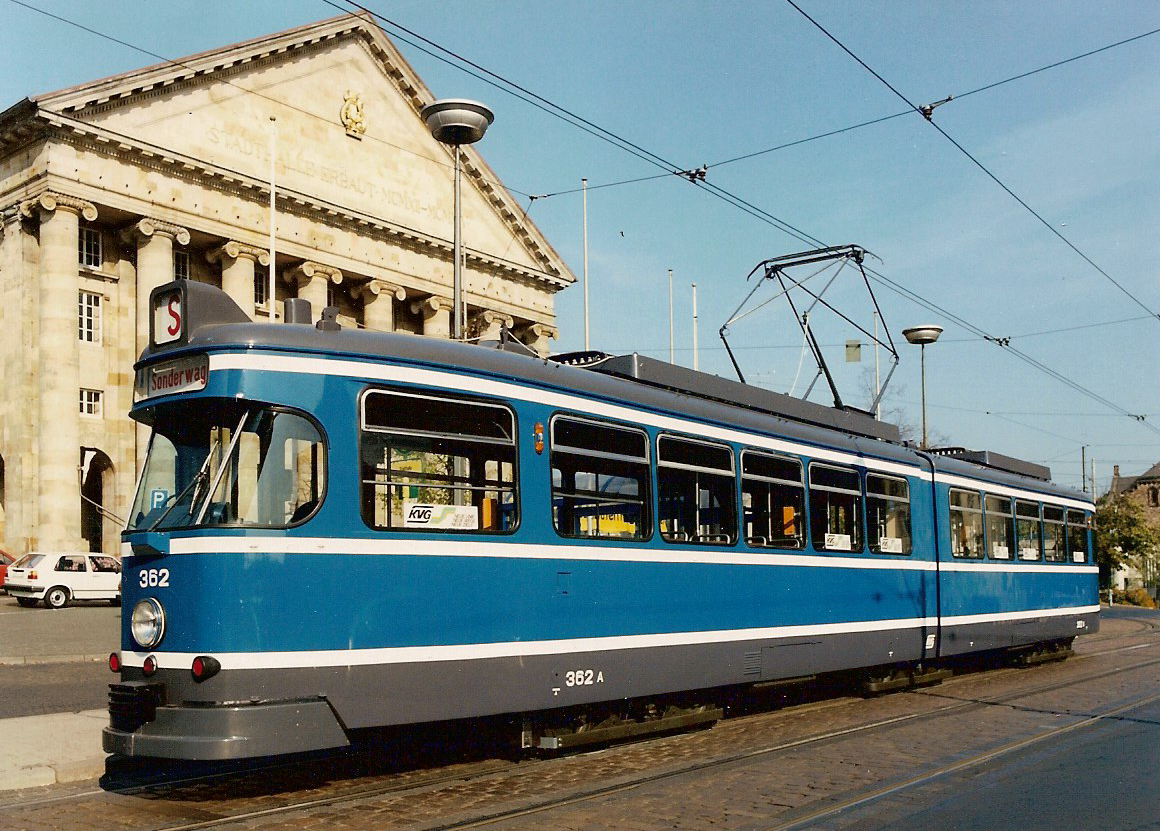
Düwag 6EGTW w Kassel

6EGTW (6-achser Einrichtungs Gelenktriebwagen) jak niemiecka nazwa mówi jest to sześcioosiowy, jednokierunkowy, przegubowy, wagon silnikowy. Wagony wyprodukowane przez Credé/Düwag wyróżnia typowa łamana szyba przednia firmy Düwag, w wagonach Wegmanna zastosowano panoramiczną szybę znaną z wagonów dwukierunkowych, oprócz tego zastosowano dwustopniowe hamulce sprężynowe zamiast solenoidowych.
Seria 6EGTW bazuje konstrukcyjnie na serii GT6.

## Eksploatacja
Tramwaje wyprodukowano w liczbie 16 sztuk, z czego 7 sztuk przez Credé a resztę przez Wegmann. Wszystkie weszły do eksploatacji w mieście Kassel, gdzie były eksploatowane do 2004 roku. 
Wycofanymi z eksploatacji w Kassel tramwajami zainteresował się Miejski Zakład Komunikacji w Gorzowie Wielkopolskim, który po doświadczeniach z eksploatacją serii 4EGTW z tego samego miasta zakupił w latach 1995–1996 pięć egzemplarzy, z czego jeden z nich służył jako dawca części zamiennych. 
Wagony dla Kassel, które trafiły później do Gorzowa Wielkopolskiego miały kilka nietypowych rozwiązań np. wsiadanie odbywało się pierwszymi i ostatnimi drzwiami a wysiadanie środkowymi. Zastawki w drzwiach oraz nietypowy czuwak powodował, że motorniczowie źle przyjęli te wagony.
13 listopada 1999 wóz o numerze bocznym 222 uległ kolizji, która spowodowała jego kasację. W 2003 roku do Gorzowa Wielkopolskiego trafiło sześć egzemplarzy 6EGTW, a w 2004 roku jeszcze dwa kolejne.
Przez lata wozy te pracowały tylko w szczycie. W 2005 tramwaje zostały zmodernizowane zgodnie z sugestiami motorniczych. W 2010 w wagonie 271 wymieniono siedzenia z drewnianych na plastikowe. W 2011 jeden z pojazdów o numerze 221 został odstawiony ze względu na zły stan techniczny. W 2013 zmodernizowany został wagon o numerze 271, który został wyposażony między innymi w elektroniczne tablice.
W związku z zawarciem umowy na zakup 2015N z rodziny Twist oraz remont sieci tramwajowej w 2017 roku większość egzemplarzy serii 6EGTW wycofano z eksploatacji.